# Zabkattus brevis
Espèce
Zabkattus brevis est une espèce d'araignées aranéomorphes de la famille des Salticidae.

## Distribution
Cette espèce est endémique des Hautes-Terres méridionales  en Papouasie-Nouvelle-Guinée,. Elle se rencontre vers Umgé entre 1 210 et 1 450 m d'altitude.

## Description
La carapace du mâle holotype mesure 1,4 mm de long et l'abdomen 1,1 mm et la carapace de la femelle paratype mesure 1,2 mm de long et l'abdomen 1,5 mm.

## Publication originale
- Zhang & Maddison, 2012 : New euophryine jumping spiders from Papua New Guinea (Araneae: Salticidae: Euophryinae). Zootaxa, no 3491, p. 1-74.